# الاین (آرکانزاس)
الاین (آرکانزاس) (به انگلیسی: Elaine, Arkansas) یک شهر در ایالات متحده آمریکا با جمعیت ۸۶۵ نفر است که در آرکانزاس واقع شده‌است.

## موقعیت جغرافیایی
موقعیت جغرافیایی شهرها و مناطق اطراف به شرح زیر است: